# Museo nacional de biología marina y acuario
El Museo nacional de biología marina y acuario (en chino: 國立海洋生物博物館) es un acuario situado en la costa sur de Taiwán cerca de Kenting (al noroeste de Parque nacional de Kenting) en Checheng, condado de Pingtung, Taiwán.
La planificación del museo comenzó en 1991, y el propio museo fue inaugurado el 25 de febrero de 2000. Además del museo, el parque que rodea el sitio es un parque acuático al aire libre (el más grande de Taiwán).
La superficie total del parque es de 96,81 hectáreas (968.100 m³), mientras que el propio museo abarca 35,81 hectáreas (358.100 m³). El museo cuenta con tres exposiciones principales:. Aguas de Taiwán, el Pabellón Reino de Coral y el Pabellón Mundo acuático.
En 2004, la Universidad Nacional Dong Hwa y el Museo Nacional de Biología Marina establecieron en colaboración la "Facultad de Ciencias Marinas", bajo la cual se fundaron el Instituto de Biotecnología Marina y el Instituto de Diversidad y Evolución Biológica Marina, considerados uno de los principales institutos de investigación en ciencias marinas en Taiwán. Adoptando un modelo de "institución independiente, cooperación académica", se convirtió en el primer modelo de cooperación entre un museo y una institución de educación superior en Taiwán
En 2014, ambos institutos se integraron en el "Instituto de Investigación Biológica Marina". En 2022, se integró con la Facultad de Ciencias Ambientales de la Universidad Nacional Dong Hwa, pasando a formar parte de la Facultad de Ciencias Ambientales y Marinas.

## Organización

### Museo Nacional de Biología Marina
- Director
  - Subdirector

Departamentos
- Grupo de Planificación e Investigación
- Grupo de Domesticación de Biología
- Grupo de Educación Científica
- Grupo de Exhibición
- Grupo de Ingeniería y Mecatrónica
- Oficina Secretarial
- Oficina de Contabilidad
- Oficina de Personal
- Centro de Cooperación Industria-Academia (Organización de Tareas)
- Biblioteca y Centro de Publicación Multimedia (Organización de Tareas)
- Equipo de gestión: Sea View World Enterprise Co., Ltd.

### Facultad de Ciencias Ambientales y Marinas de la Universidad Nacional Dong Hwa

#### Instituto de Biología Marina (Graduate Institute of Marine Biology)
- Doctorado en Biología Marina (Ph.D. in Marine Biology)
- Maestría en Biotecnología Marina (M.S. in Marine Biotechnology)
- Maestría en Biodiversidad y Biología Evolutiva Marina (M.S. in Marine Biodiversity & Evolutionary Biology)